# Heiðnafjall
Heiðnafjall är ett berg i republiken Island. Det ligger i regionen Västfjordarna, 230 km norr om huvudstaden Reykjavík. Toppen på Heiðnafjall är 704 meter över havet, eller 194 meter över den omgivande terrängen. Bredden vid basen är 1,9 km.
Trakten runt Heiðnafjall är nära nog obefolkad, med mindre än två invånare per kvadratkilometer. Närmaste större samhälle är Ísafjörður, nära Heiðnafjall. Trakten runt Heiðnafjall består i huvudsak av gräsmarker.